# Henry Cort
Pour les articles homonymes, voir Cort (homonymie).
Henry Cort (né en 1740 à Lancaster, mort le 23 mai 1800) est un maître de forges anglais, inventeur du puddlage.
Au XVIIIe siècle, l’utilisation du coke dans les hauts fourneaux, dans un contexte de progrès de l’industrie minière et des transports, permet la production de grandes quantités de fonte. Il en résultait un risque de goulot d’étranglement du fait de l’emploi des anciennes techniques d’affinage pour la transformation de la fonte en fer. 
Henry Cort découvrit, après des essais infructueux en 1783-1784, le procédé du puddlage qui consistait à brasser de la fonte en fusion sur la sole d’un four à réverbère, sous l’influence combinée de l’action décarburante de l’oxygène de l’air qui circule dans les fours de ce type. On évite ainsi le contact du métal avec la partie solide du combustible, sans avoir à recourir à un appareil soufflant. Cette découverte permis de traiter toute la fonte au coke désormais produite.
Tel qu’il avait été imaginé par Henry Cort, le four à puddler présentait des inconvénients. Ce sont les Anglais Samuel Baldwin Rogers et Joseph Hall qui proposèrent respectivement d'utiliser une sole en fonte refroidie et un revêtement réagissant avec la fonte, qui suppriment les inconvénients du four primitif qui obligeait à un préaffinage.